# Pamfília

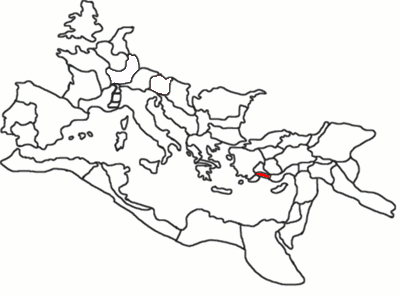
Pamfília dins de l'Imperi Romà

Pamfília (en grec antic Παμφυλία) era una regió de la costa sud-oest de l'Àsia Menor, a l'est de Lícia. Limitava amb Lícia (a l'oest), Psídia (al nord), Cilícia (a l'est) i la mar Mediterrània (al sud). La zona de la costa formava un golf conegut com a Pamphylius Sinus o Pamphylium Mare. Tenia una costa extensa però cap a l'interior no allargava gaire. Els romans de vegades van anomenar Pamfília a tota una zona que incloïa també Psídia. Segons Plini el Vell el país es va dir abans Mopsòpsia, de Mopsos, un endeví i el cap d'un grup de grecs que s'havien establert allà i a Cilícia després de la guerra de Troia.
Pamfília no va ser província romana fins a la divisió de Constantí el Gran al segle iv i abans va formar part de la província anomenada Lícia i Pamfília amb frontera entre ambdues regions a les muntanyes Climax i amb el riu Melas que feia frontera amb Cilícia, però els límits no eren gaire estrictes, ja que Òlbia i Perge, a l'est de les muntanyes Climax, eren considerades sovint com a part de Lícia segons diu Escílax de Carianda, mentre que Ptolemais, més enllà del riu Melas, generalment considerada de Pamfília, alguns autors l'assignen a Cilícia.
El país era en general molt muntanyós pels contraforts que venien de les muntanyes del Taure i que arribaven fins a la mateixa costa. El promontori principal de la costa era el Leucoteon o Leucolla. Els rius principals eren el Catarractes, el Cestros, l'Eurimedon i el Melas, tots navegables. Hi havia un llac, anomenat Càpria, d'una extensió considerable, entre el Cestros i l'Eurimedon.
Els seus habitants, els pàmfils (Παμφύλιοι) eren una ètnia barrejada d'aborígens i cilicis, als quals s'havien afegit diverses onades de colonitzadors grecs. En parlen, d'ells i del territori, Estrabó, Dionís Periegetes, Heròdot, Pausànies, Apià i Titus Livi. La seva llengua era del grup de les llengües anatòliques i tenia influències gregues. Les seves monedes també mostren una forta influència artística grega, i els seus déus eren els déus grecs, especialment Zeus, Àrtemis i Dionís. Les principals ciutats de Pamfília eren Lirnas o Lirnessos, Tènedos, Òlbia, Coricos, Aspendus, Perge, Sil·leu, Side, Cibira i Ptolemais.
El país, que mai va ser gaire important ni tenia poder polític, va ser ocupat per l'Imperi Persa. Quan Xerxes I va envair Grècia, els pàmfils només van poder aportar 30 vaixells a la guerra contra Atenes al començament del segle v aC, mentre els licis n'aportaven 50 i els cilicis 100. Sotmesos fàcilment per Alexandre el Gran, a la seva mort van quedar en poder d'Antígon i després del 301 aC dels selèucides. Després de la pau d'Apamea va quedar sotmesa a Roma, l'any 188 aC que va incorporar la regió al regne de Pèrgam amb la qual cosa va passar a Roma el 133 aC formant part de la província d'Àsia. Els pàmfils van participar sovint a les pirateries dels seus veïns cilicis i els seus ports eren una mena de refugi de seguretat pels pirates cilicis. Quan es va crear la província de Cilícia, Pamfília hi va ser inclosa, però va retornar a Àsia el 43 aC; el 31 aC es va incorporar a Galàcia i l'any 70 es va crear una província que es va dir Lícia i Pamfília, de la qual va ser part. Sota Constantí el Gran abans del 325 la província es va dividir en les de Lícia i de Pamfília.
Les colònies gregues d'Aspendos i Side, que no estaven poblades per pàmfils, van subsistir com a estats independents en aliança amb Pèrsia, i després amb Macedònia i als selèucides i sempre van ser considerades ciutats lliures sota els romans fins al temps de Vespasià.